# LXXXII Korpus Armijny (III Rzesza)
LXXXII Korpus Armijny (niem. LXXXII. Armeekorps) – jeden z niemieckich korpusów armijnych z okresu II wojny światowej.
Utworzony 23 października 1939 roku na bazie Dowództwa odcinka Straży Granicznej 30 jako XXXVII Dowództwo Korpusu (Höheres Kommando z.b.V. XXXVII). Od lipca 1940 roku stacjonował w okupowanej Holandii.
Następnie stacjonując w okupowanej Francji, 27 maja 1942 roku został przeorganizowany w LXXXII Korpus Armijny. Do maja 1944 roku przebywał w północnej Francji w składzie 15 Armii (Grupa Armii D). W maju 1944 roku podporządkowana (wraz z całą 15 Armią) Grupie Armii B. W sierpniu tego roku w składzie 1 Armii (dalej Grupa Armii B) działa na terenie Loire i Szampanii. Miesiąc później wraz z armią zostaje podporządkowany Grupie Armii G i przerzucony na obszar Zagłębia Saary, gdzie przebywa do kwietnia 1945 roku. Wojnę kończy w składzie 7 Armii z Grupy Armii G na terenie Hesji i Turyngii.

## Dowódcy korpusu
- gen. piechoty Alfred Böhm–Tettelbach (maj – październik 1942)
- gen. piechoty Ernst Dehner (październik 1942 – kwiecień 1943)
- gen. pułkownik Erwin Jänecke (kwiecień – czerwiec 1943)
- gen. piechoty Ernst Dehner (czerwiec – lipiec 1943)
- gen. artylerii Johann Sinnhuber (czerwiec – lipiec 1943)
- gen. piechoty Walter Hörnlein (wrzesień 1944 – styczeń 1945)
- gen. piechoty Walther Hahm (styczeń – kwiecień 1945)
- gen. por. Theodor Tolsdorff (przejściowo generał piechoty Walter Lucht) (kwiecień – maj 1945)

## Struktura organizacyjna
Oddziały korpuśne141 Dowództwo Artylerii (później: 482), 437 batalion łączności i 437 Korpuśny Oddział Zaopatrzenia
Skład w czerwcu 1942
- 304 Dywizja Piechoty,
- 306 Dywizja Piechoty,
- 106 Dywizja Piechoty,
- 321 Dywizja Piechoty,
- 712 Dywizja Piechoty

Skład w grudniu 1942
- większość 182 Dywizji Rezerwowej,
- 106 Dywizja Piechoty,
- 39 Dywizja Piechoty,
- 161 Dywizja Piechoty

Skład w lipcu 1943
- 18 Dywizja Polowa Luftwaffe,
- 156 Dywizja Rezerwowa,
- 191 Dywizja Rezerwowa

Skład w czerwcu 1944
- 47 Dywizji Piechoty,
- 182 Dywizja Rezerwowa,
- 331 Dywizja Piechoty,
- 18 Dywizja Polowa Luftwaffe

Skład we wrześniu 1944
- 19 Dywizja Grenadierów,
- 36 Dywizja Grenadierów,
- 559 Dywizja Grenadierów

Skład w marcu 1945
- 256 Dywizja Grenadierów Ludowych,
- 2 Dywizja Górska,
- 416 Dywizja Piechoty,
- 6 Dywizja Górska SS Nord

Skład w kwietniu 1945
- 36 Dywizja Grenadierów Ludowych,
- 416 Dywizja Piechoty